# Вибори до Тернопільської обласної ради 2006
Вибори до Тернопільської обласної ради 2006 — вибори до Тернопільської обласної ради, що відбулися 26 березня 2006 року. Це були перші вибори до Тернопільської обласної ради, що проводилися за пропорційною виборчою системою. Для того, щоб провести своїх представників до Тернопільської обласної ради, партія чи блок мусила набрати не менше 3% голосів виборців.

## Результати виборів
| Розподіл голосів    | Розподіл голосів    | Розподіл голосів | Розподіл голосів | Розподіл голосів |
| ------------------- | ------------------- | ---------------- | ---------------- | ---------------- |
|                     |                     |                  |                  |                  |
| БЮТ (54)            | БЮТ (54)            |                  | 34.49%           | 34.49%           |
| «Наша Україна» (48) | «Наша Україна» (48) |                  | 31.27%           | 31.27%           |
| УНБ КіП (13)        | УНБ КіП (13)        |                  | 8.65%            | 8.65%            |
| СПУ (5)             | СПУ (5)             |                  | 3.30%            | 3.30%            |

Примітка: в таблиці зазначені лише ті політичні сили, які подолали  3 % бар'єр і провели своїх представників до Тернопільської обласної ради 
 В дужках — кількість отриманих партією чи бльоком мандатів.